# Рудник Улісс
Рудник Улісс (Ulysses) – гірничодобувний майданчик на заході Австралії.
Вперше родовище золота Улісс спробувала розробляти компанія Sons of Gwalia NL, що володіла розташованим неподалік потужним рудником Гвалія. В цей раз протягом 2022 року відкритим способом вилучили з неглибокого кар’єру 266 тисяч тонн руди, що дало змогу отримати 0,78 тонни золота).
В 2016 та 2017 роках дві кампанії з вилучення руди провела на Улісс компанія Genesis Minerals Ltd, при цьому перед початком проекту запаси оцінювались у 74 тисячі тонн руди та 0,3 тонни золота. Руду відправляли на переробку на фабрику з вилучення золота рудника Паддінгтон.
В третьому кварталі 2024 року Genesis почала розробку Улісс підземним способом з використанням транспортного ухилу. На цей раз руда відправляється на фабрику з вилучення золота копальні Гвалія (що тепер також належить Genesis). На момент початку цього етапу призначені для розробки підземним способом запаси Улісс оцінювались у 2,1 тонни руди та 7,6 тонни золота, крім того, для відкритої розробки були придатні 1,4 млн тонн руди, але із значно меншим вмістом цільового компоненту – лише 3,3 тонни золота. В той же час, ресурси категорій виміряні та показані оцінювались у 5,7 млн тонн руди та біля 20 тонн золота.